# Ашариты
Ашари́ты (араб. الأشاعرة‎‎) — мутакаллимы, представители одного из основных направлений мусульманской теологии (суннитского калама). Основатель и эпоним — выдающийся мусульманский мыслитель и мутакаллим Абу-ль-Хасан Али аль-Ашари (873/874—935), после которого видными представителями данного направления в первые века его существования были аль-Бакиллани, Ибн Фурак, аль-Джувайни, Абу Исхак аль-Исфарайини, аль-Багдади, аш-Шахрастани и др. Идеи ашаритов получали распространение преимущественно в среде шафиитов и маликитов.
После X века ашаризм стал основной школой калама. Ашаризм представлял решение теологических вопросов между позицией мутазилитов и асаритов, сторонников свободы воли (кадаритов) и сторонников предопределения (джабаритов), номинализма и реализма в осмыслении божественных атрибутов, направленных на смягчение последствия деятельности «абсолютного разума» мутазилитов. Ашариты отвергали слепое следование религиозным авторитетам (таклид) в вопросах вероубеждения. Они отрицали существование естественных причинно-следственных связей между явлениями, считая, что происходящие в мире процессы идут в согласии с введённым Аллахом порядком, который предопределён Его извечным знанием.

## Сходство и отличие от мутазилитов
Долгие годы Абу-ль-Хасан аль-Ашари был представителем мутазилитской школы исламской философии, но позднее он пересмотрел свои убеждения и отошёл от мутазилизма. Аль-Ашари начал закладывать философско-мировоззренческие основы ортодоксального Ислама, для адекватного ответа на рационалистическую критику многих положений Корана и Сунны. С самого начала своего существования ашариты выступали против мутазилизма, однако сами ашариты были подвергнуты критике со стороны асаритов, не допускавших аллегорических интерпретаций Корана и Сунны пророка Мухаммеда. В период правления халифа аль-Мамуна (813—833) и его непосредственных преемников ашариты были подвергнуты гонениям, по причине противостояния мутазилитам. Главным отличием от мутазилитов было то, что ашариты более осторожно подходили к решению ряда специфических для калама вопросов: они признавали извечность «субстанциальных» божественных атрибутов (знание, воля, могущество, речь, зрение, слух и жизнь); отрицали «сотворённость» Корана в отношении «смысла», признавали возможность «лицезрения» (ру’йа) праведниками Аллаха в потустороннем мире, отрицая вместе с тем возможность объяснения этого.

## Основные идеи

### Разум (акль) и традиция (накль)
В области мировоззрения ашариты утверждали приоритет разума (акль) перед религиозной традицией (накль), оставляя за шариатом функцию регулятора практической жизни мусульман. Однако, вместе с этим, они считали необходимым безоговорочное принятие главных постулатов веры, а лишь потом доказательность этих постулатов на основе положений разума. При этом ашариты принимали доводы разума для доказательства положений веры, однако само Откровение должно приниматься на веру. Таким образом, в системе ашаризма доводы разума оказываются подчинёнными положениям веры. В рамках утверждения приоритета разума и признания текстов Корана и Сунны аль-Ашари и его последователи признавали логические методы исследования проблем и применяли их в полемике с мутазилитами.

### Свобода воли
Ашариты в вопросе предопределения и свободы выбора стремились согласовать точки зрения кадаритов, признающих абсолютную свободу воли человека, и джабритов, утверждавших абсолютную предопределённость, и придерживались концепции «касба» («присвоения»), согласно которой Бог создает всё множество всех действий человека, а человек посредством воли и стремления «приобретает» эти действия. Определение касба аль-Ашари многие признавали запутанным, оставляющим роль воли и способности человека неясной. Аль-Бакиллани и аль-Джувейни выделили в «присвоении» действий именно роль воли и способности человека. Большинство ашаритов считали, что человек — место совпадения действия и способности, сотворённых Богом и что всякое человеческое действие творится Богом и только присваивается человеком.

### Божественные атрибуты
Ашариты разделили божественные атрибуты на сифат ас-сальбия (араб. الصفات السلبية‎) (то есть атрибуты, присущие только Аллаху и не присущие сотворённому Им бытию), сифат ас-субутия (доказательные атрибуты) и сифат аль-асма (атрибуты присущие личности Аллаха), которые совпадают с положениями доказательных атрибутов.
| Термин                | араб. ‎         | Значение                           |
| --------------------- | -------------- | ---------------------------------- |
| Вуджуд                | وجود           | необходимость существования Аллаха |
| Кидам                 | قدم            | предвечность                       |
| Бака                  | بقاء           | вечность                           |
| Вахдания              | وحدانية        | единственность                     |
| Мухалифат аль-Хавадис | مخالفة للحوادث | бесподобность                      |
| Киямун би-Нафсихи     | قيام بالنفس    | постоянство                        |

| Термин | араб. ‎ | Значение |
| ------ | ------ | -------- |
| Хаят   | حياة   | жизнь    |
| Ильм   | علم    | знания   |
| Сам    | سمع    | слышание |
| Басар  | بصر    | видение  |
| Ирада  | إرادة  | воля     |
| Кудра  | قدرة   | мощь     |
| Калам  | كلام   | речь     |

| Термин     | араб. ‎ | Значение            |
| ---------- | ------ | ------------------- |
| Хай        | حي     | вечная жизнь        |
| Алим       | عالم   | всезнание           |
| Мурид      | مريد   |                     |
| Кадир      | قادر   | неограниченная сила |
| Сами       | سميع   | всеслышание         |
| Басир      | بصير   | всевидение          |
| Мутакаллим |        | вечная речь         |

### Сотворённость Корана
Ашариты полагали, что слова, произношение Корана сотворены, но смысл Корана извечен. Они различали «чувственную», «словесно выраженную» речь (калам хисси, калам лафзи) и речь «внутреннюю», «про себя» (калам нафси).

### Принцип допустимости
Ашариты выдвинули «принцип допустимости» («всё, что можно вообразить, допустимо также и для мысли»), являющийся разновидностью метода «воображаемых допущений», типичного для средневековой философии. Следуя этому принципу, Фахруддин ар-Рази, допускал, что наряду с нашим миром возможно существуют тысячи других миров.

## Основные черты
Ашаризм, как и калам в целом отличается рационализмом, антиавторитаризмом и выделением внимания к философской проблематике. Начиная с деятельности аш-Шахрастани и ар-Рази происходит сближение ислама и восточного перипатетизма, завершившееся в конечном счете их слиянием. Вот что об этом сходстве писал аш-Шахрастани: «То, что вы (фаласифа) называете „мышлением [Бога]“, мы (ашариты) называем „извечным знанием“, а то, что вы называете „провидением“, мы называем „извечной волей“. И подобно тому как, с вашей точки зрения, провидение основывается на знании, точно так же, с нашей точки зрения, воля бывает направлена на предмет воления в соответствии со знанием. Между тем и другим учением нет никакой разницы».

## Представители
Среди богословов, внёсших значительный вклад в развитие ашаритской школы калама, были такие известные исламские богословы, аль-Бакиллани (ум. в 1013), Ибн Фурак (ум. в 1015) Ибн Тахир аль-Багдади (ум. в 1037), аль-Джувайни (ум. в 1085), аль-Газали (ум. в 1111), аш-Шахрастани (ум. в 1153), ар-Рази (ум. в 1209) и др. Из последователей ашаризма можно выделить аль-Байхаки (ум. в 1066), аль-Куртуби (ум. в 1273), ан-Навави (ум. в 1278), аль-Аскаляни (ум. в 1448), ас-Суюти (ум. в 1505) и др.
Догматика учения ашаритов признаётся талибами.